# Reecedalen
Das Reecedalen (englisch Reece Valley) ist ein vereistes Tal im ostantarktischen Königin-Maud-Land. Es liegt zwischen dem Gebirgskamm Gavlen und dem Berg Nupskåpa im südlichen Teil der Sverdrupfjella.
Norwegische Kartografen kartierten das Tal anhand von Luftaufnahmen der Norwegisch-Britisch-Schwedischen Antarktisexpedition (NBSAE, 1949–1952) sowie der Dritten Norwegischen Antarktisexpedition (1956–1960) und benannten es nach dem britischen Geologen Alan William Reece (1921–1960), Mitarbeiter des Falkland Islands Dependencies Survey und Teilnehmer der NBSAE.